# Irena Dudzińska
Irena Dudzińska (ur. 15 grudnia 1940 w Warszawie) – polska aktorka telewizyjna i teatralna.
Karierę rozpoczęła w Teatrze im. Jana Kochanowskiego w Opolu (1970-81), a następnie występowała kolejno w teatrach: im. C. K. Norwida w Jeleniej Górze (1981-88), Polskim w Poznaniu (1988-95), Współczesnym we Wrocławiu (1995-2003), Teatrze Nowym w Poznaniu (od 2018).

## Filmografia
- 1970: Hotel (spektakl telewizyjny) - obsada aktorska
- 1971: Każdy kocha opalę (spektakl telewizyjny) - Gloria
- 1977: Zakręt (film) - sekretarka
- 1992: Mama – Nic - dyrektorka (odc.2)
- 1997: Późne kwiaty (spektakl telewizyjny) - pochorowana
- 1998: Dom Pirków - obsada aktorska
- 1998-1999: Życie jak poker - Łucja Połczyńska, matka Piotra
- 2000: Nie ma zmiłuj - Łucja Połczyńska, matka Piotra
- 2002: Świat według Kiepskich - spikerka (odc.106)
- 2004: Fala zbrodni - Maria Rafalska, matka Szymona (odc.13)
- 2004-2006: Pierwsza miłość - Anna Żukowska
- 2017: Ojciec Mateusz - Celina Sobierska, samotna staruszka (odc.234)